# آکیتا شینکانسن
آکیتا شینکانسن (انگلیسی: Akita Shinkansen) یک خط قطار تندرو در استان ایواته و استان آکیتا، ژاپن است. این خط که در سال ۱۹۹۷ تأسیس شده دارای ۱۱ ایستگاه و ۱۲۷٫۳ کیلومتر طول است.

## نگارخانه

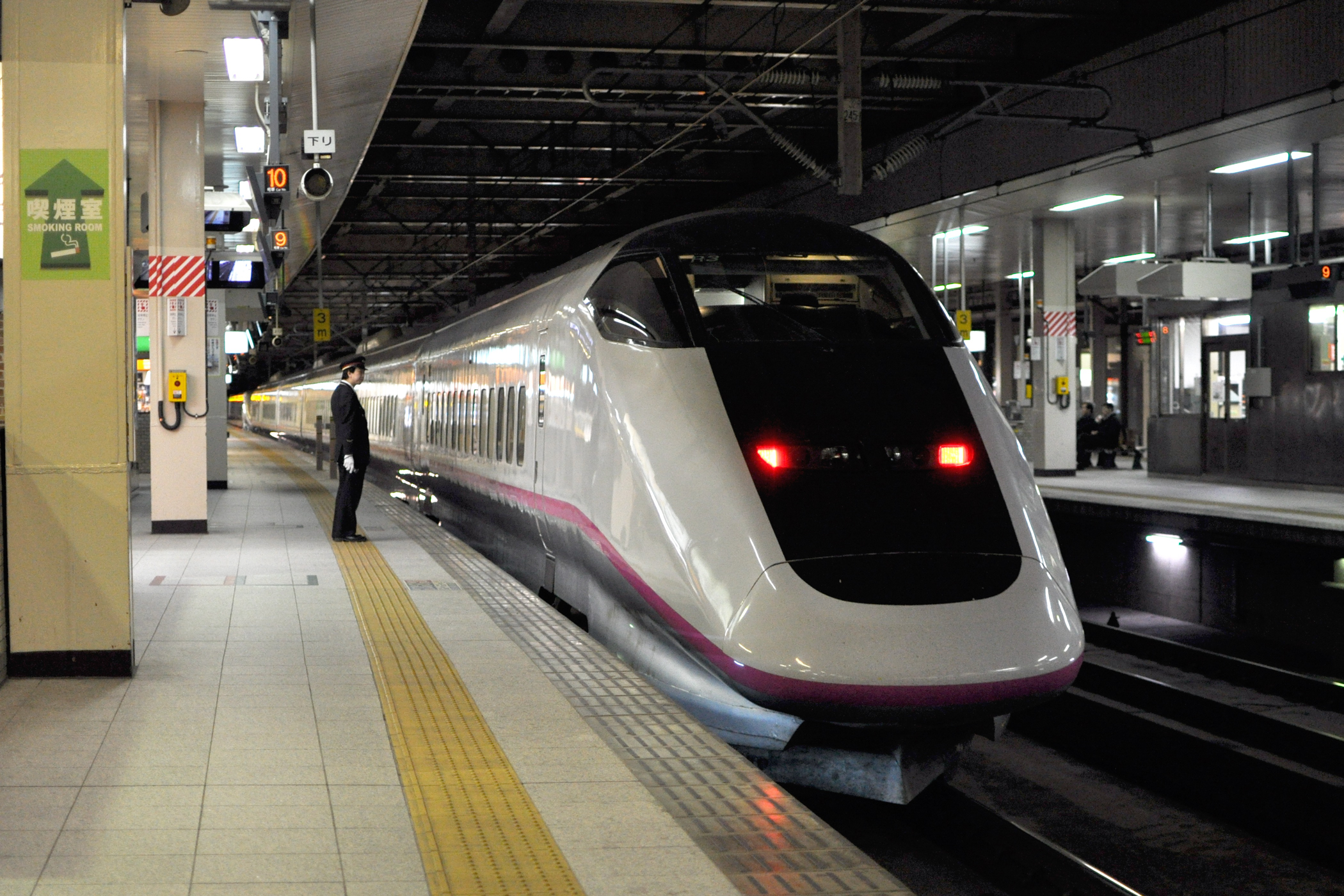
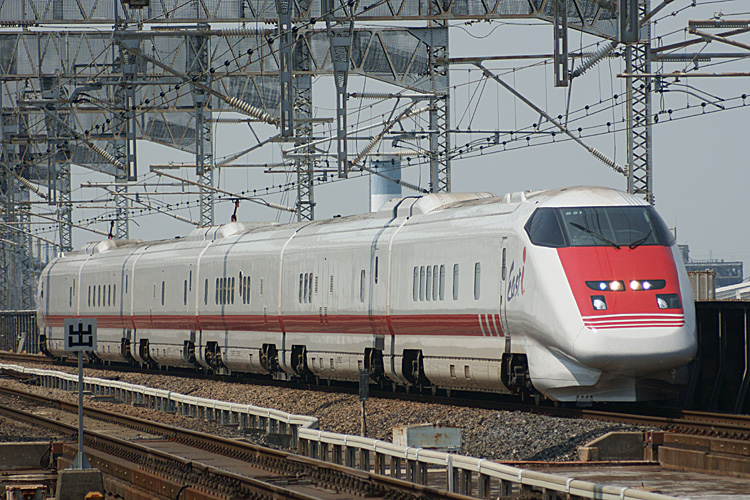
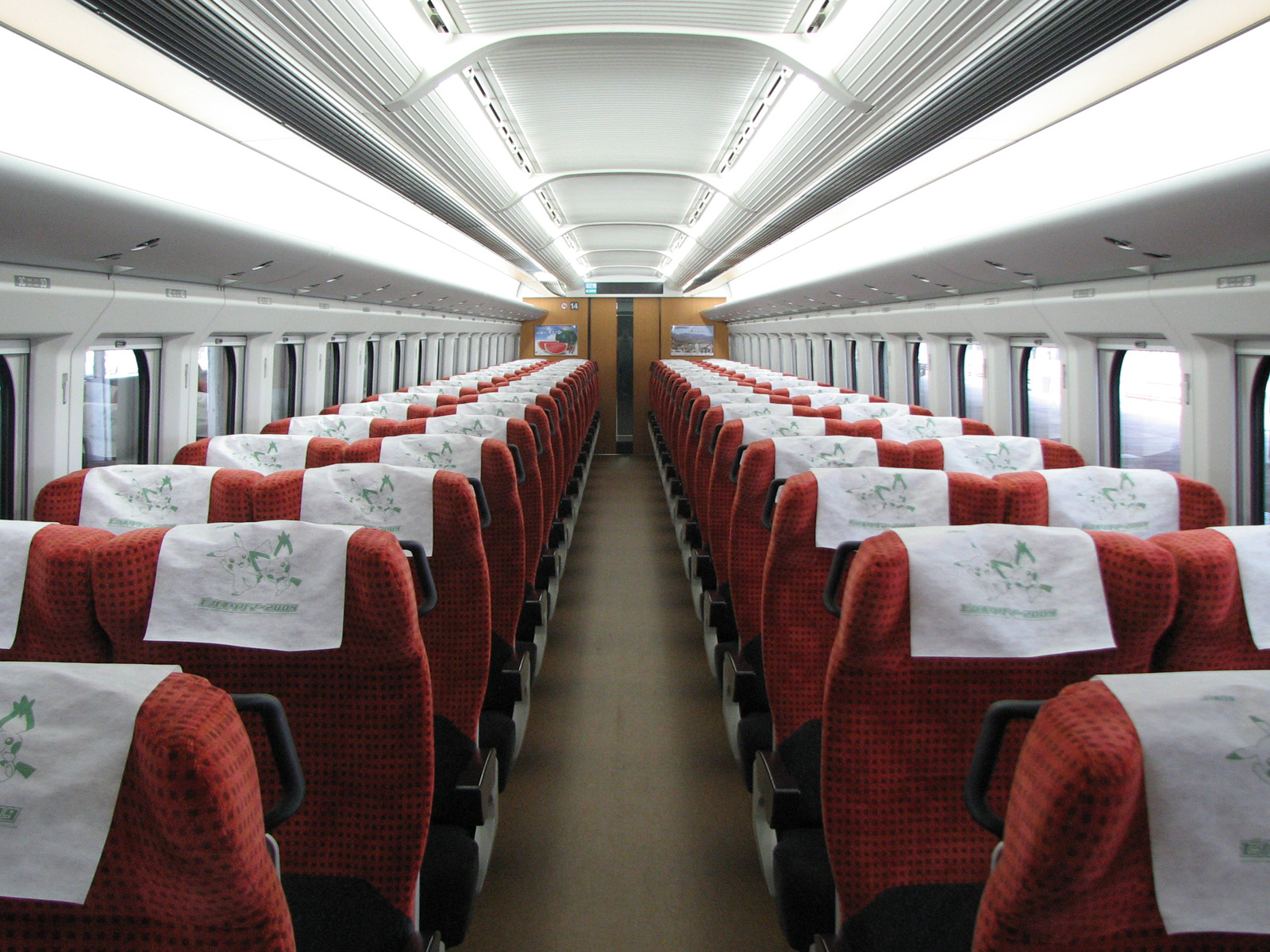
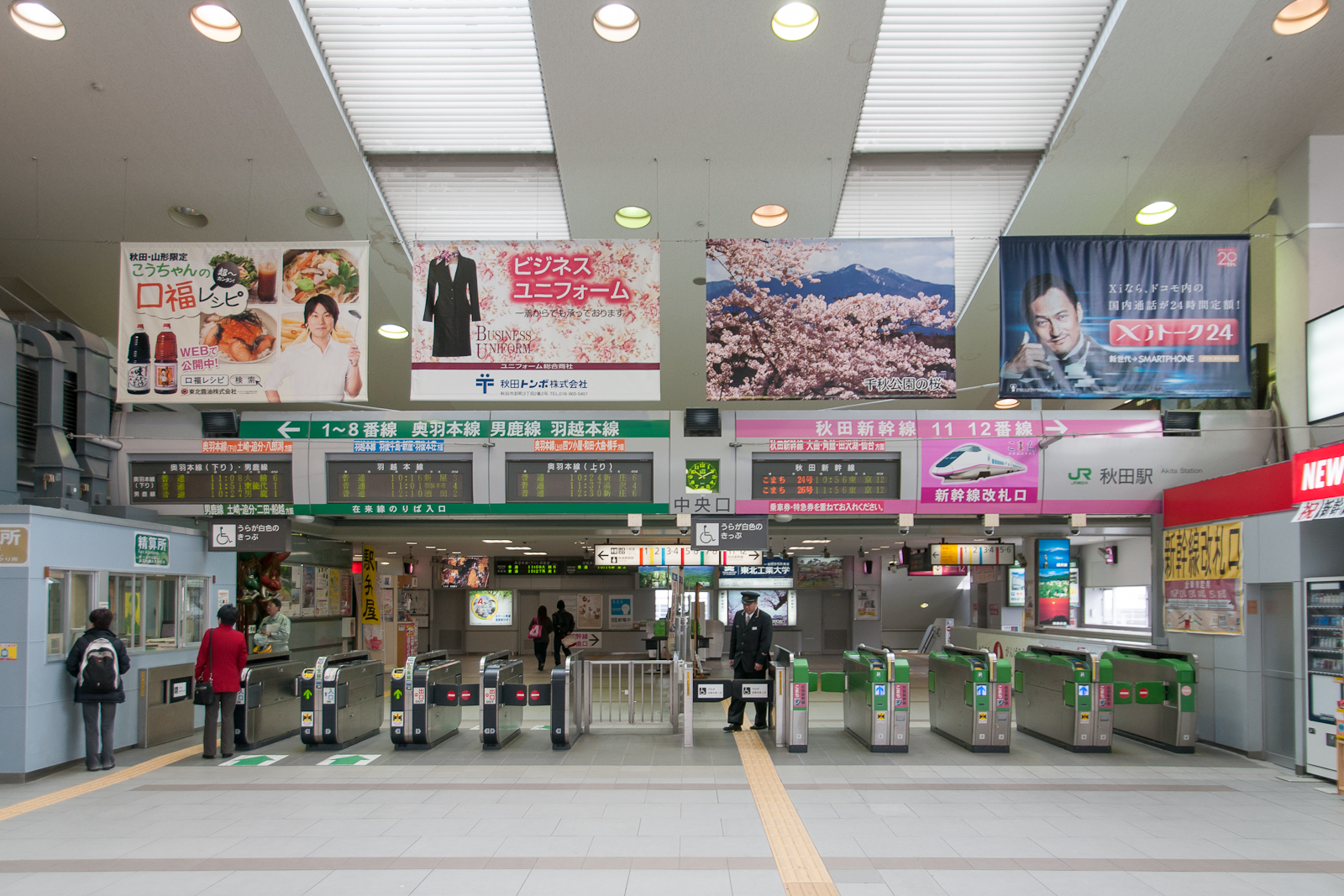